# Hemiaspis damelii
Hemiaspis damelii är en ormart som beskrevs av Günther 1876. Hemiaspis damelii ingår i släktet Hemiaspis och familjen giftsnokar och underfamiljen havsormar. Inga underarter finns listade i Catalogue of Life.
Arten förekommer i östra Australien i delstaterna Queensland och New South Wales. En liten avskild population lever i södra New South Wales. Denna orm vistas i skogar som ofta är kopplade till vattendrag eller insjöar. Hemiaspis damelii jagar främst groddjur och ödlor. Honor lägger inga ägg utan föder levande ungar.
Skogarnas omvandling till jordbruksmark är det största hotet mot beståndet. Förändringar av vattendragens flöden kan bli ett framtida hot. IUCN listar arten som starkt hotad (EN).